# José Luis San Román González
José Luis San Román González (Escobedo de Villafufre, 11 de noviembre de 1965) es un pirograbador y pintor español.

## Biografía
José Luis San Román González nace en Escobedo de Villafufre (Cantabria), en 1965. Inicia sus primeros pasos en el arte —dibujo y pintura— en Santander, según sus propias declaraciones, guiado por la pintora cántabra Candelas Durán, quien fuera su mentora en las técnicas del carboncillo, óleo y pastel durante aproximadamente diez años. Con esa base, se inicia en el pirograbado en el año 2001 de forma autodidáctica y comienza sus exposiciones en 2004.

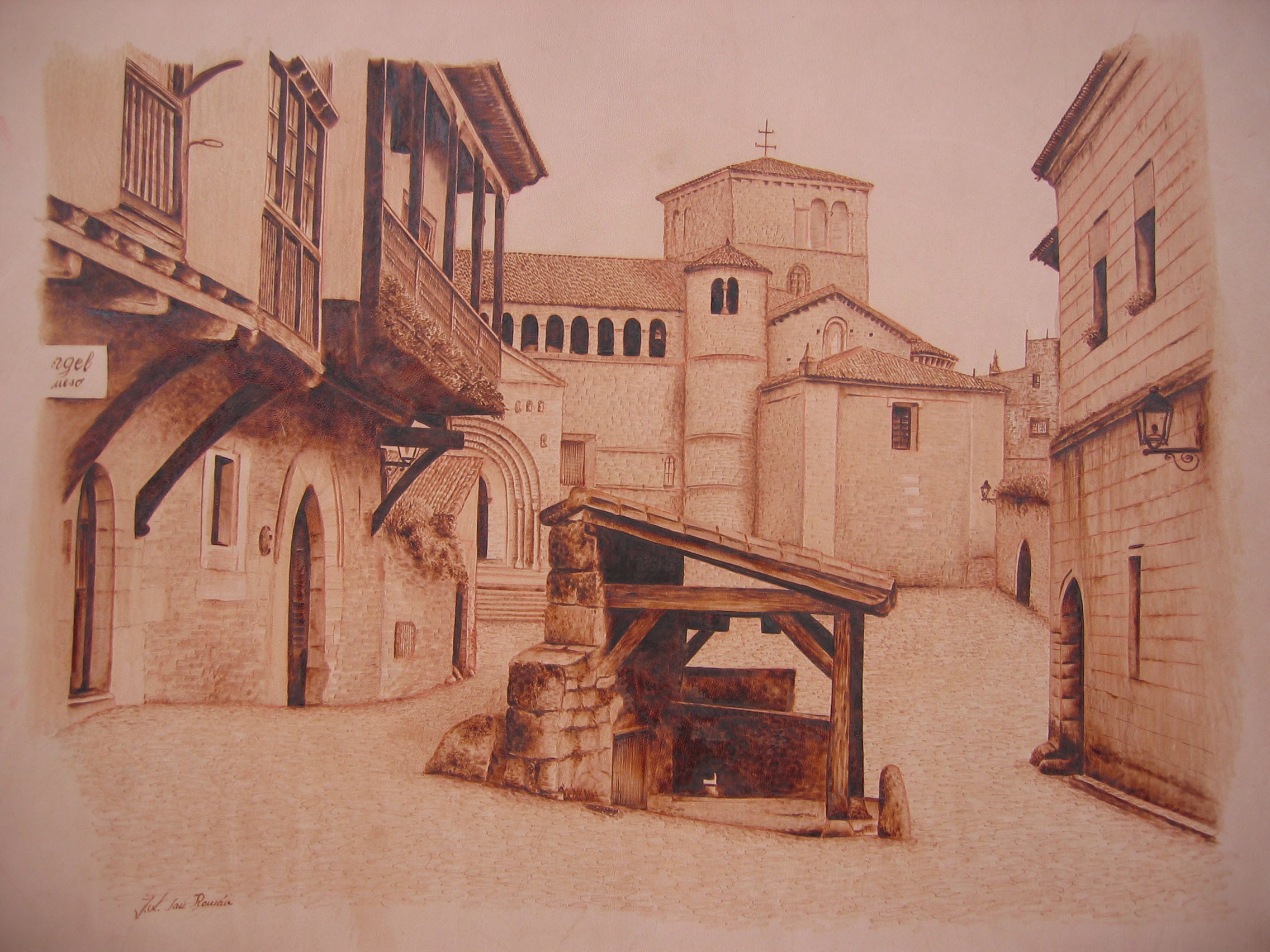
Pirograbado sobre piel (Santillana del Mar).

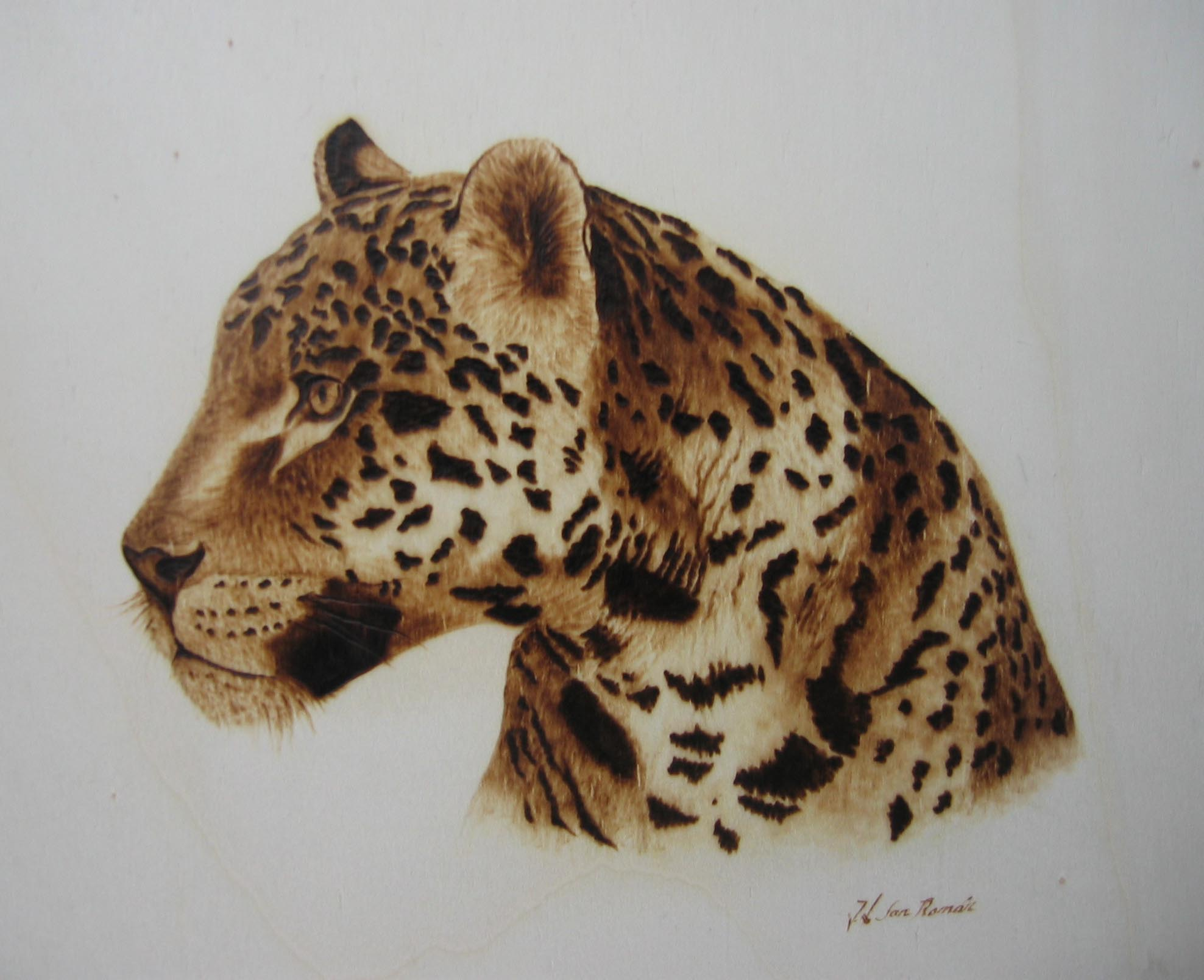
Pirograbado sobre madera.

## Exposiciones
- 2004 Museo Jesús Otero. Santillana del Mar (Cantabria)
- 2004 Sala Aula Abierta de Comisiones Obreras (Santander)
- 2006 Sala de Cultura El Torreón. Herrera de Camargo (Cantabria)
- 2009 Casa de Cultura de Unquera (Cantabria)
- 2010 Casa de Cultura de Torrelavega (Cantabria)
- 2011 Colectiva. Pequeñas Joyas del Realismo. Galería Este (Santander)
- 2011 Centro Cultural La Residencia. Castro Urdiales (Cantabria)
- 2012 Casa de Cultura de Santoña (Cantabria)
- 2013 Sala de Exposiciones Municipales Algas. Suances (Cantabria)
- 2014 La Galería Fotográfica (Santander)[2]
- 2015 Sala de Exposiciones La Guadana. Llanos (Cantabria)
- 2016 Espacio Artístico Valentín Esfera. Aguilar de Campoo (Palencia)